# 韩式炸酱面
韩式炸酱面（韓語：짜장면），是一种韩式中餐，在面条淋上由一种名為「春酱」的鹹黑豆酱、猪肉粒和蔬菜粒、有时还有海鲜制成的浓酱。这种酱称为炸酱。

## 历史
炸酱面传入朝鲜半岛，一般认为是在壬午兵变之后。此时清朝在仁川设置租界，大量中国人迁入。这些中国人大多祖籍山东省，因此造就了今日韩式中餐多发源自鲁菜的特征，炸酱面也不例外。通常认为最初贩卖炸酱面的是山东人于希光于1912年开业的餐厅“共和春”（原为“山东会馆”，后为庆祝中华民国成立而改名），不过也有人认为共和春只是最初将炸酱面作为菜单发售的餐厅。共和春在1983年停业，2012年改建为“炸酱面博物馆”。
至于炸酱面开始成为韩国大众食物，则是在1960年代以后。当时美国援助韩国大量面粉而有剩余，但韩国人常吃的稻米则陷入短缺。于是韩国政府开始鼓励吃面食，炸酱面因价格低廉而广受好评。此时韩国人收入仍不高，故开始在酱裡加入馬鈴薯和洋葱丁。
普遍认为韩式炸酱面开始和中国传统炸酱面分道扬镳是在1950年代。1948年，韩国华侨王松山在韩国开设甜面酱工厂，1950年代开始在甜面酱中加入焦糖，使甜面酱看起来像是发酵较久的样子，并以“狮子”牌的名义贩卖，热销至今。此即是“春酱”的起源。“春酱”可能是来自“甜酱”或者“葱酱”（因为甜面酱在山东也用于生葱蘸食）的谐音。

## 品种
乾炸酱：与一般的韩式炸酱不同，不用水和淀粉炒制而是使用油，因此较一般韩式炸酱浓稠，较接近北京炸酱。
三鲜炸酱：用虾、鱿鱼等海产品（但不用鱼肉）作为辅料炒制而成。
肉泥炸酱：酱裡的蔬菜和猪肉剁成细末细蓉，口感绵密。
肉丝炸酱：蔬菜和猪肉都是切丝而不是切丁。
老式炸酱：炸酱裡加入馬鈴薯丁，酱更浓稠，春酱味道也较柔和。
四川炸酱：用豆瓣酱代替春酱，味道较辣，故名。但川菜中没有此种做法。
铁盘炸酱：将炸酱面放到铁盘上而不是碗里。
炸酱饭：用米饭代替面条。